# Heiligenfenster mit Petrus (Josselin)

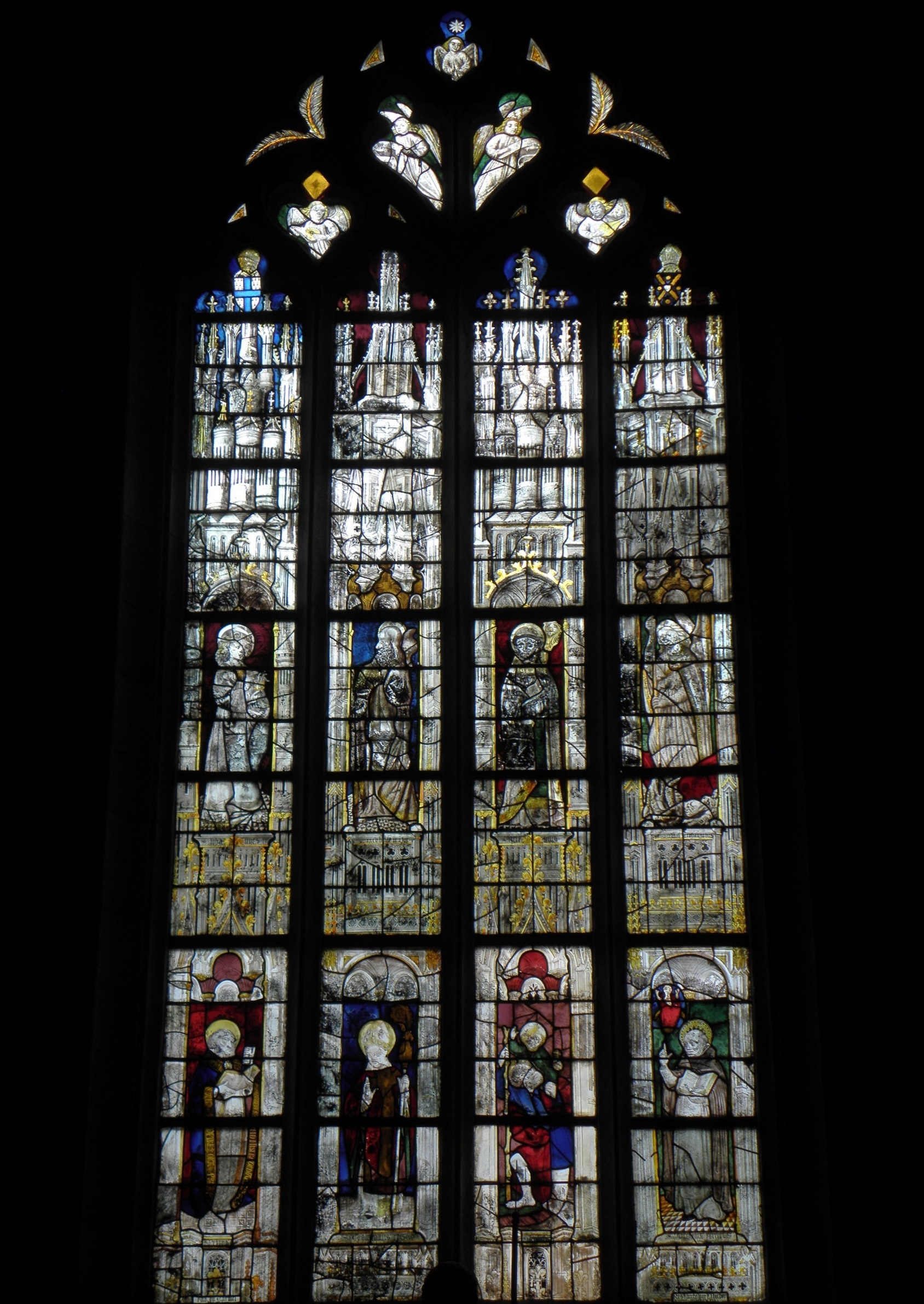
Heiligenfenster mit Petrus in Josselin

Das Heiligenfenster mit Petrus in der katholischen Pfarrkirche Notre-Dame-du-Roncier in Josselin, einer französischen Gemeinde im Département Morbihan in der Region Bretagne, wurde um 1460 geschaffen. Das Bleiglasfenster wurde 1912 als Monument historique in die Liste der Baudenkmäler in Frankreich aufgenommen.
Das Fenster an der Südseite des Kirchenschiffs wurde von einer unbekannten Werkstatt geschaffen. Es zeigt Heilige, ein weit verbreitetes Bildmotiv der christlichen Kunst des Mittelalters und der frühen Neuzeit. 
Das Fenster wurde in der zweiten Hälfte des 19. Jahrhunderts restauriert und ergänzt von Ferdinand Hucher in der Glasmalereiwerkstatt der Karmelitinnen von Le Mans.
Neben dem Heiligenfenster mit Petrus sind noch zwei weitere Fenster aus der Zeit der Renaissance in der Kirche erhalten (siehe Navigationsleiste).

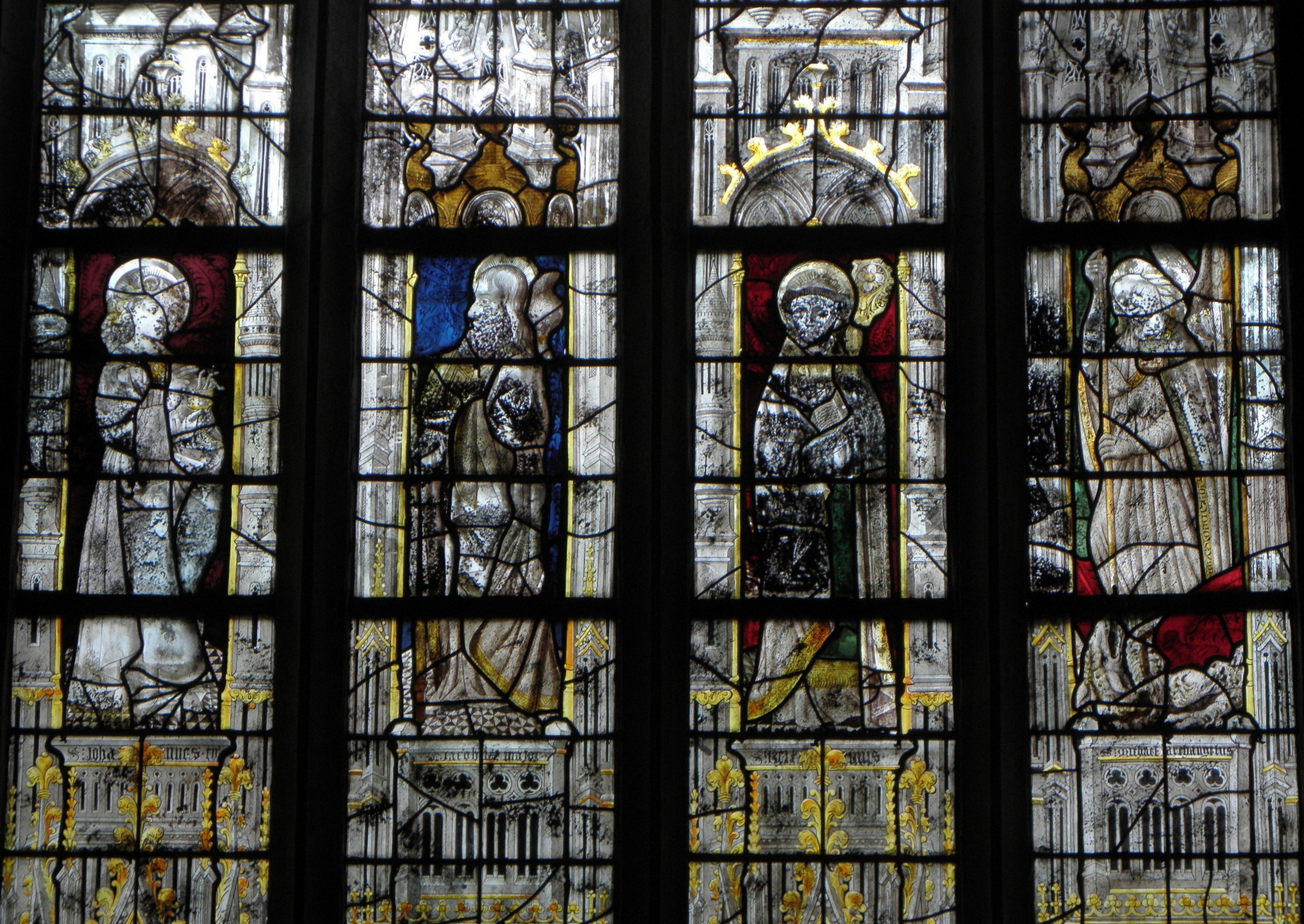
Apostel Johannes, Jakobus der Ältere, heiliger Bertrand und Erzengel Michael
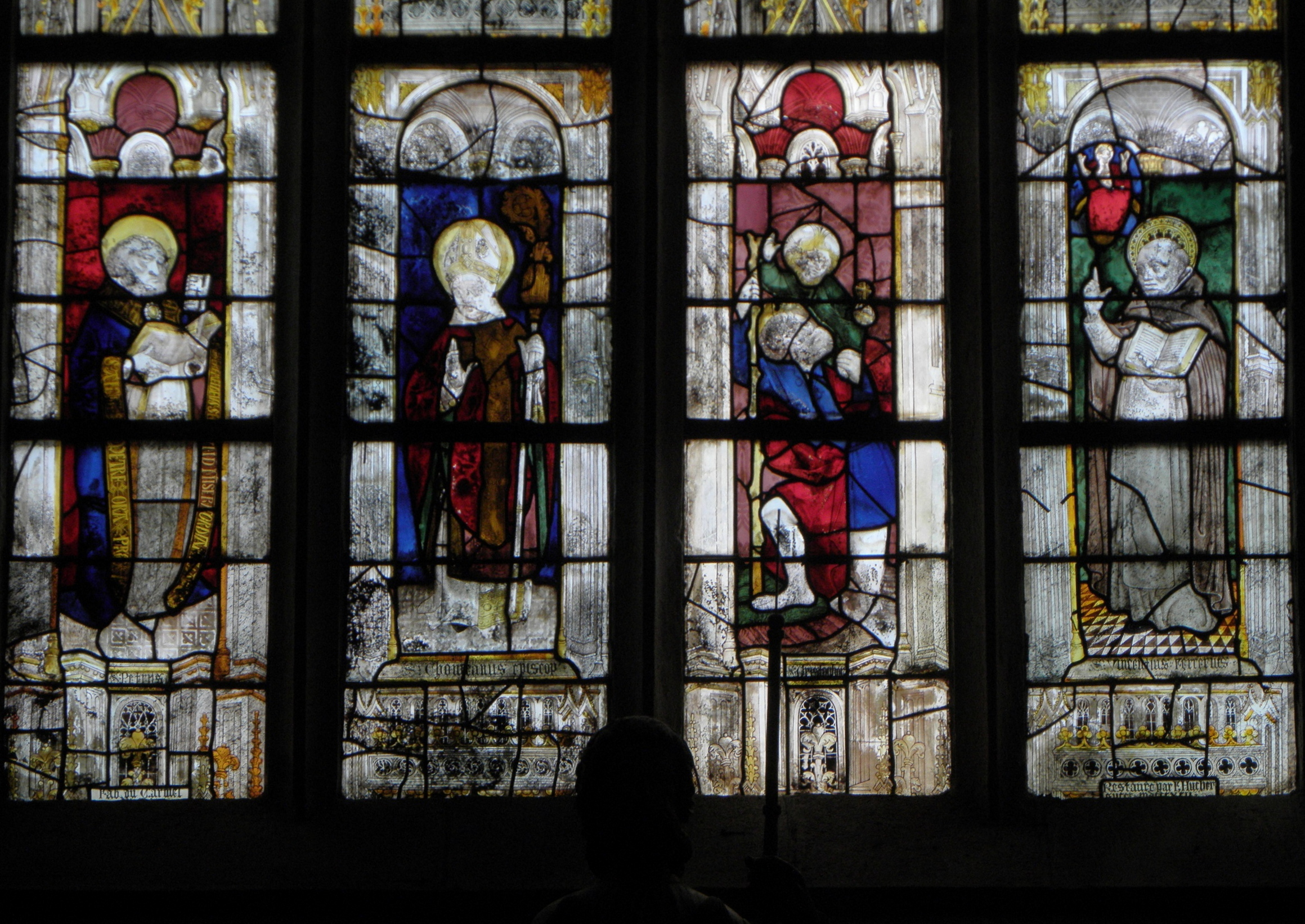
Petrus mit Schlüssel, ein Bischof, Christophorus und heiliger Vinzenz Ferrer
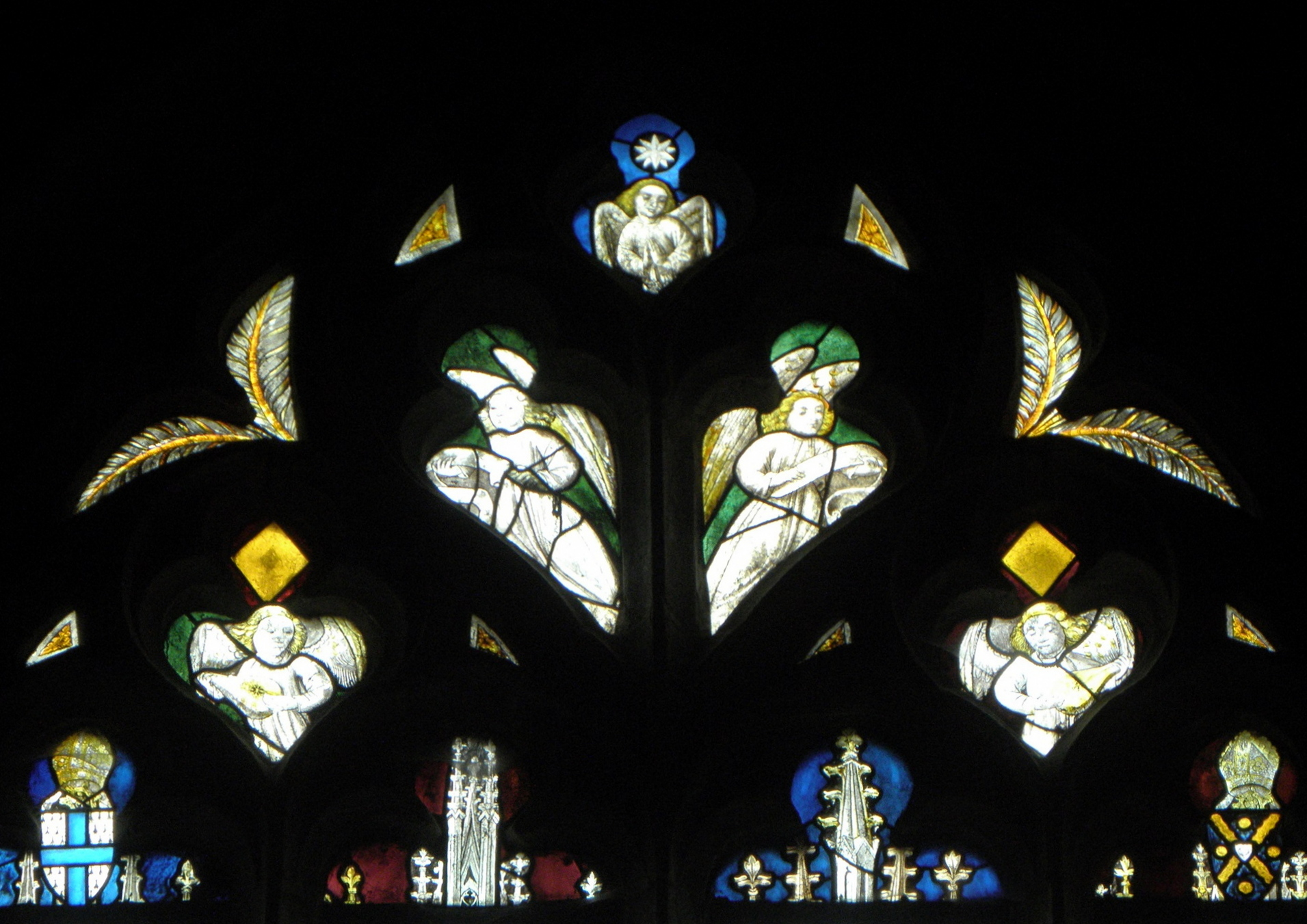
Maßwerk mit musizierenden Engeln